# 96 Quite Bitter Beings
«96 Quite Bitter Beings» es el sencillo debut de la banda estadounidense CKY. Fue escrita y compuesta por Deron Miller, vocalista y guitarrista principal, fue producida por Chad I. Ginsburg, guitarrista principal y corista, y se incluyó como tema de apertura de su álbum de estudio debut de 1999, Volume 1. La canción también se lanzó como el único sencillo del álbum en 1999.

## Recepción y legado
La canción ha sido generalmente elogiada por la crítica musical y los fans desde su lanzamiento original. En una reseña del Volumen 1 para la revista Slant, Aaron Scott propuso que la canción muestra «a CKY en su mejor momento», ofreciendo la siguiente descripción de la canción: «Las guitarras te pisan la cara, la batería se alterna en el contratiempo y el hi hat en el contratiempo, mientras que la voz oscila entre igualar la intensidad del riff y apaciguarnos». De igual manera, Bret Love de AllMusic, la identificó como uno de los mejores temas del álbum, atribuyendo el éxito inicial de la banda a la rotación del video musical de la canción en MTV.
La canción también apareció en el videojuego Tony Hawk's Pro Skater 3 de 2001, y la revista musical británica NME la describió como «tan intrínsecamente vinculada a la cultura del skate de los 90». El sketch de Shopping Carts filmado por el equipo de CKY, que se emitió en el primer episodio de Jackass, tenía la canción sonando de fondo. El riff principal de guitarra de la canción, fue sampleado por el rapero Bazaar Royale en la canción «What's It All For?», lanzada en 2003 en la banda sonora de Cradle 2 the Grave. Después de su salida de CKY en 2011, Miller formó una nueva banda llamada 96 Bitter Beings. La canción también apareció en la banda sonora del documental de Netflix de 2021 Untold: Crimes & Penalties.

## Video musical
El video musical de «96 Quite Bitter Beings», fue dirigido por Bam Margera, hermano del baterista Jess, y se estrenó el 4 de diciembre de 2000.

## Créditos
- Deron Miller: voz, guitarra rítmica, bajo, composición.
- Chad I. Ginsburg: guitarra principal.
- Jess Margera: batería.